# KZ-Außenlager Hamburg-Wandsbek

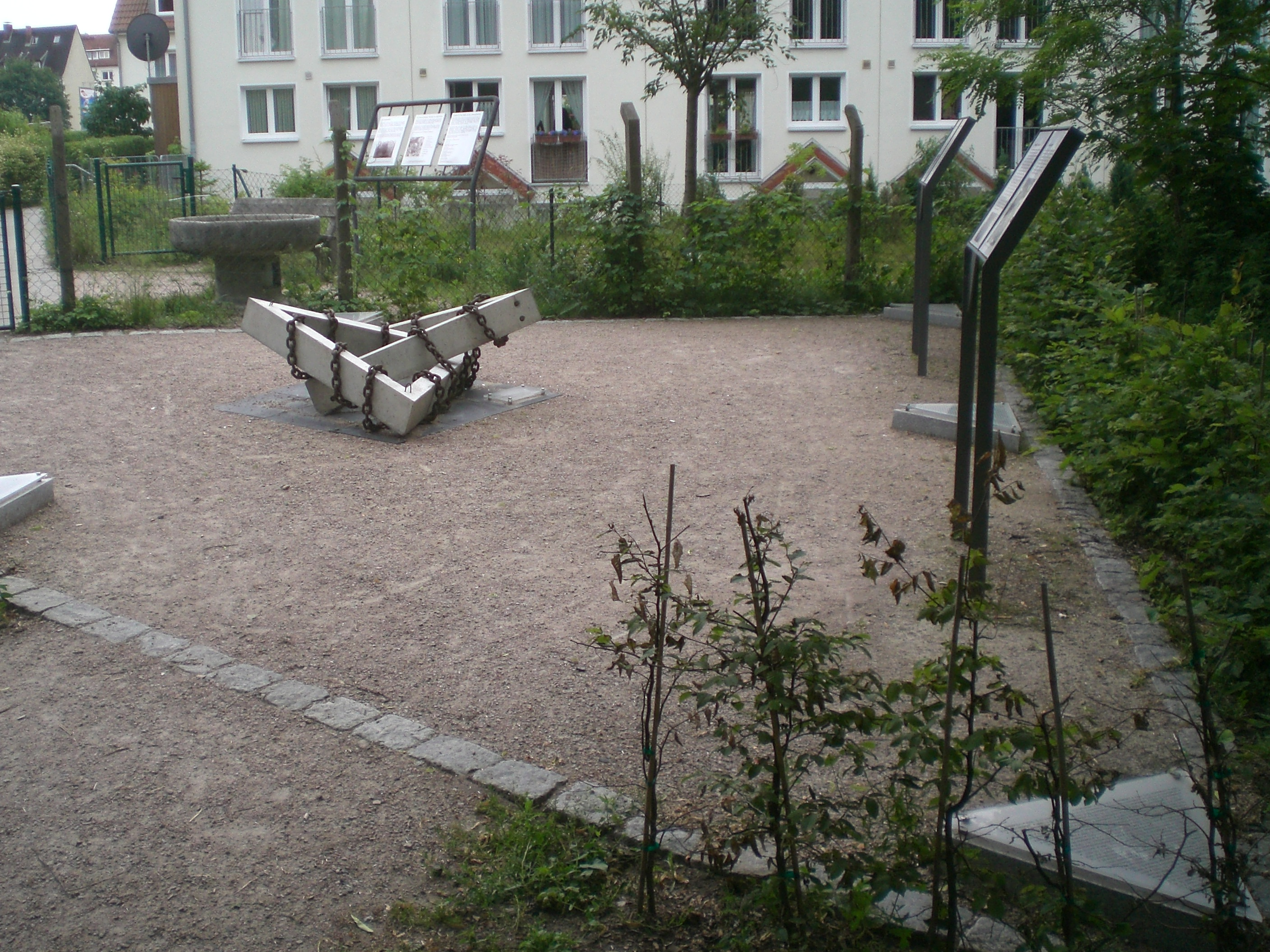
Gedenkstätte am Ort des ehemaligen KZ-Außenlagers Hamburg-Wandsbek

Das Außenlager Hamburg-Wandsbek war ein von Sommer 1944 bis Anfang Mai 1945 bestehendes Außenlager des KZ Neuengamme für mehr als 500 weibliche Häftlinge im heutigen Stadtteil Hamburg-Tonndorf des Bezirks Wandsbek. Das Barackenlager befand sich in der Ahrensburger Straße 162 am Friedhof Tonndorf und grenzte an den Hamburger Standort der Drägerwerke, wo die weiblichen Häftlinge Zwangsarbeit leisten mussten.

## Vorgeschichte

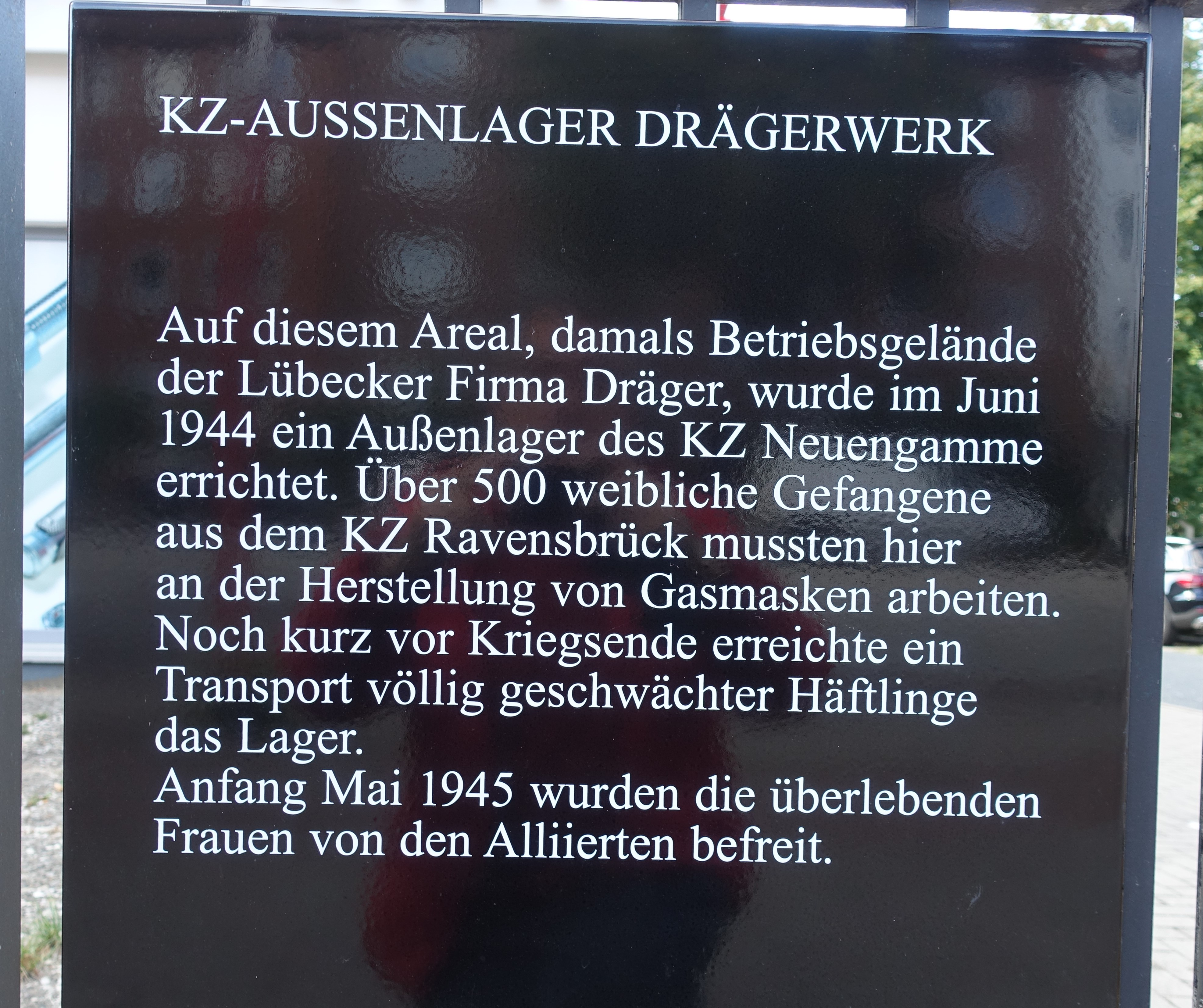
Gedenktafel für KZ Außenlager Hamburg-Wandsbek Ahrensburger Straße 161

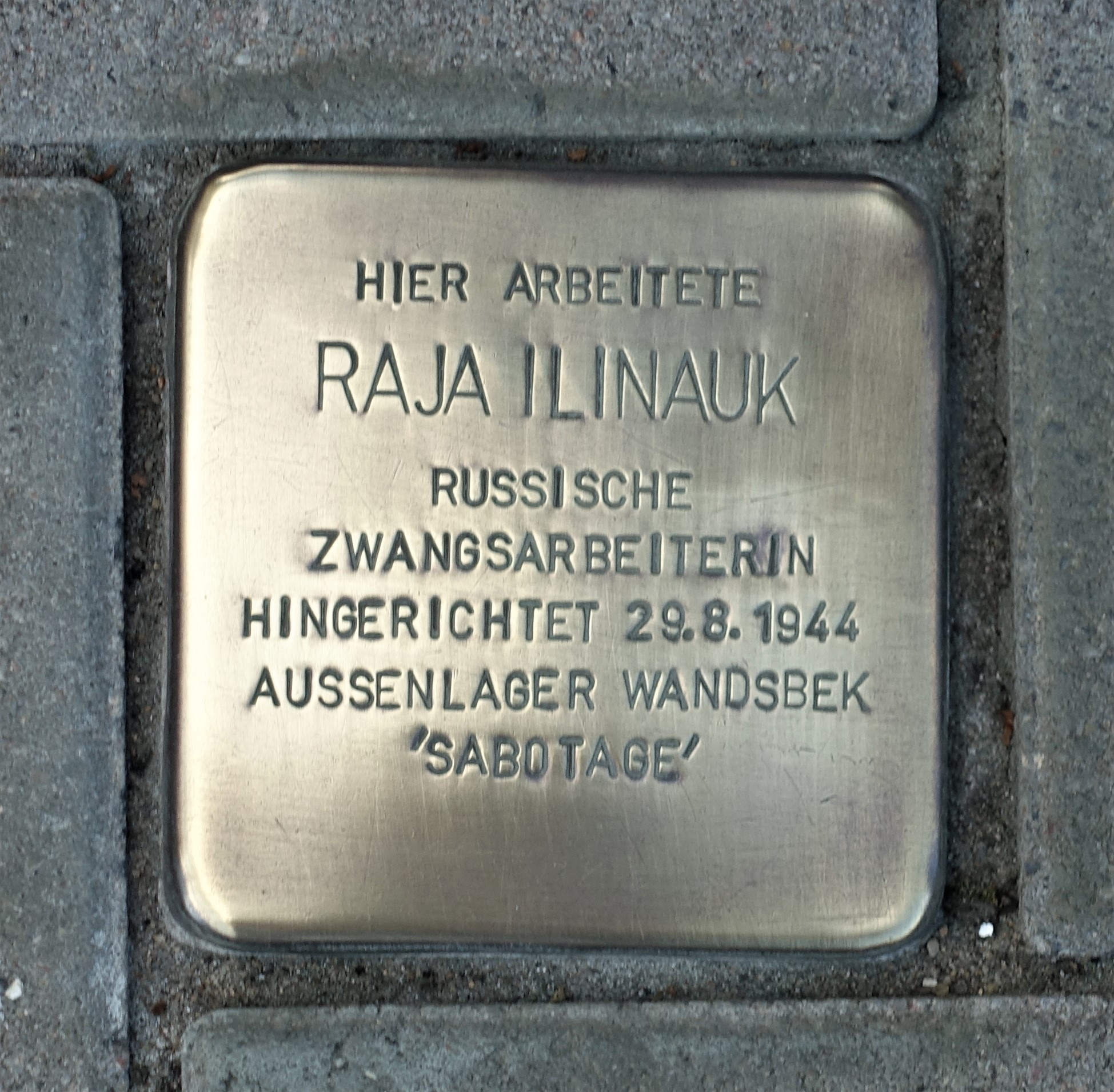
Stolperstein für Raja Ilinauk vor dem KZ – Ahrensburger Straße 161

1944 wurde ein seit 1942 am Ort bestehendes Lager für 200 Ostarbeiterinnen zur Einrichtung eines Außenlagers für weibliche Häftlinge ausgebaut. Das umzäunte Lager von ca. 6.000 m² umfasste schließlich drei Baracken mit Schlafräumen für Häftlinge sowie eine Wasch- und Wirtschaftsbaracke.

## Funktion des Lagers, Häftlinge und Lagerführung
Im Sommer 1944 wurden in das Außenlager Hamburg-Wandsbek 500 „politische“ weibliche Häftlinge aus dem KZ Ravensbrück überstellt, die zumeist aus Polen, Russland und der Ukraine stammten. Des Weiteren waren einige der weiblichen Häftlinge auch slowenischer, deutscher, tschechischer, niederländischer, belgischer, französischer und ungarischer Herkunft.
Im Lager wurden die weiblichen Häftlinge von bis zu zwanzig KZ-Aufseherinnen überwacht und außerhalb durch eine teils aus zehn pensionierten männlichen Zollbeamten bestehende Wachmannschaft. Während des Lagerbestehens übernahmen nacheinander drei Kommandoführer die Lagerleitung: Erster Lagerleiter war SS-Unterscharführer Johannes Heinrich Steenbock, danach SS-Untersturmführer Max Kirstein und zuletzt bis Kriegsende Friedrich Wilhelm Hinz.
In abwechselnden Zwölf-Stunden-Schichten mussten die meisten weiblichen Häftlinge im Zuge des Brandt-Geräte-Programms zur Beschleunigung der Rüstungsproduktion Zwangsarbeit für die Hamburger Drägerwerke leisten. Die Frauen waren in den Hamburger Drägerwerken größtenteils bei der maschinellen Gasmaskenproduktion eingesetzt und wurden nach Drosselung der Produktion im Frühjahr 1945 überwiegend zum Trümmerräumen verwendet.
Im März 1945 wurden weibliche Häftlinge dieses Außenlagers seitens der Drägerwerke Versuchen in mehreren Hamburger Luftschutzbunkern ausgesetzt, um zu erforschen, „wie lange Menschen in einem gasdichten Luftschutzraum ohne Belüftungsanlage überleben können“.
Aufgrund von schweren Misshandlungen starben während des Lagerbestehens mehrere weibliche KZ-Häftlinge und zwei Frauen wurden „auf der Flucht erschossen“. Die Russin Raja Ilinauk wurde, nachdem sie eine Gussform fallen ließ, wegen „Sabotage“ am 29. August 1944 im Lagerbereich gehängt. Für Raja Ilinauk wurde in der  Ahrensburger Straße 161 vor dem KZ-Außenlager ein Stolperstein verlegt und in Hamburg-Jenfeld eine Straße – Raja-Ilinauk-Straße – nach ihr benannt. An diesem Tag findet heute jedes Jahr eine Gedenkveranstaltung statt, die von der Bezirksversammlung Hamburg-Wandsbek und von Bezirkspolitikern unterstützt wird.
Um den 20. April 1945 trafen im Zuge der Lagerräumungen in der Kriegsendphase noch weibliche Häftlinge aus dem KZ-Außenlager Helmstedt-Beendorf in dem Außenlager Hamburg-Wandsbek ein. Durch das Schwedische Rote Kreuz konnte am 1. Mai 1945 der Großteil der Häftlinge des Außenlagers Wandsbek vom Bahnhof Altona mit der Eisenbahn über Padborg nach Schweden in Sicherheit gebracht werden. Die anderen weiblichen Häftlinge wurden in das KZ-Außenlager Hamburg-Eidelstedt überstellt, wo sie am 5. Mai 1945 durch britische Truppen befreit wurden.

## Juristische Aufarbeitung
Gegen die ehemaligen Lagerleiter Steenbock und Hinz, einen Wachmann und drei Aufseherinnen des ehemaligen Außenlagers wurde 1947 in einem Folgeprozess zum Neuengamme-Hauptprozess wegen der Misshandlung von KZ-Häftlingen vor einem britischen Militärgericht verhandelt. Drei Angeklagte wurden freigesprochen, unter ihnen der ehemalige Lagerleiter Hinz. Steenbock erhielt eine zwanzigjährige Zuchthausstrafe, der ehemalige Wachmann Dreier eine fünfzehnjährige Haftstrafe und eine weibliche Angeklagte wurde zu fünf Jahren Haft verurteilt.

## Gedenken

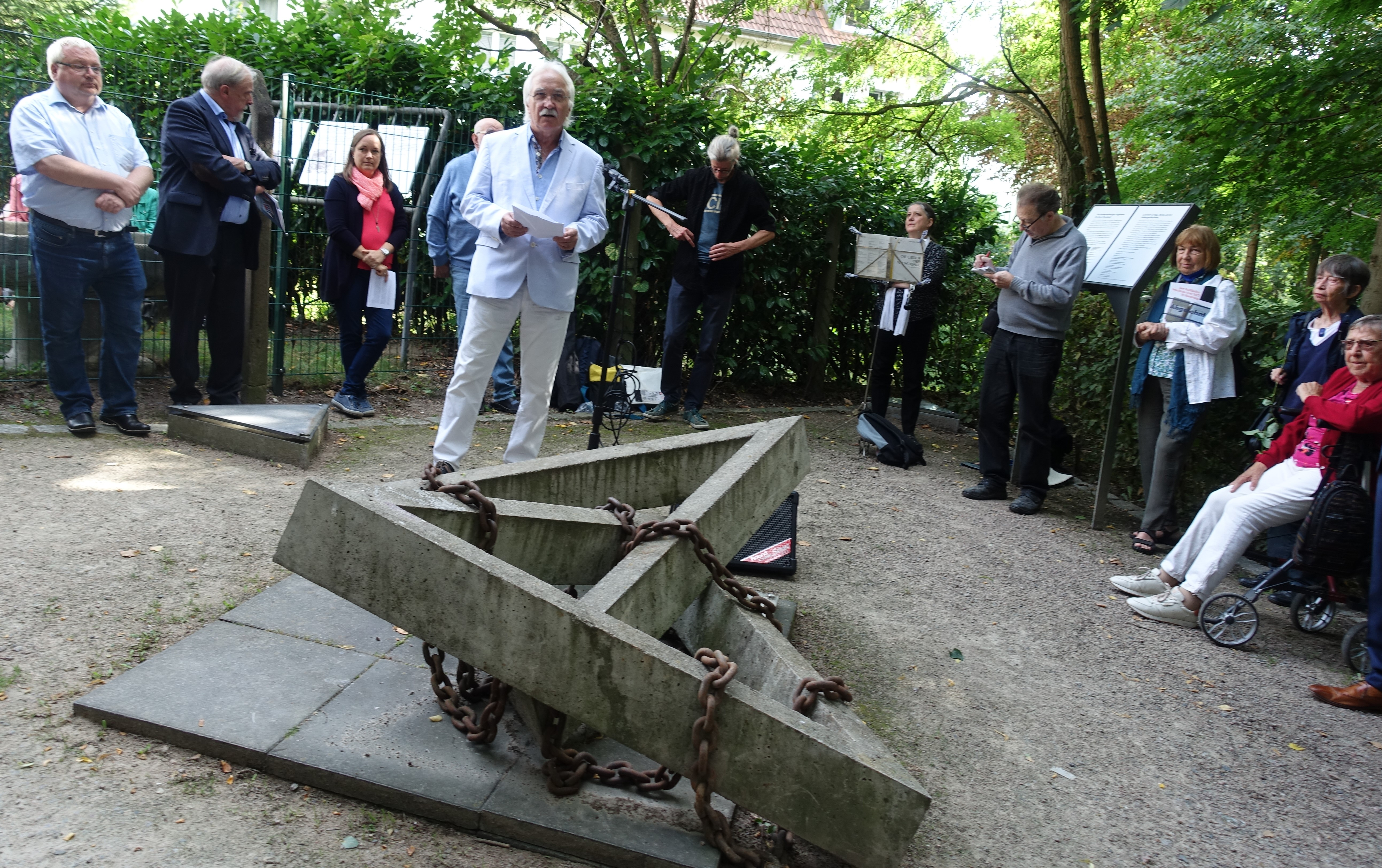
Gedenkveranstaltung am 29. Áugust 2022 mit Stefan Romey

Nach Kriegsende wurden die Baracken abgerissen und stattdessen auf dem ehemaligen Lagergelände Produktionshallen für Unternehmen wie Agfa-Gevaert gebaut. Ab Mai 1988 erinnerte an den ehemaligen Lagerort eine Informationstafel und nach Umwandlung des Gewerbegebiets in ein Wohngebiet 2004/2005 besteht eine kleine Gedenkanlage mit noch bestehenden Zaunpfählen und einem Waschtrog des ehemaligen Außenlagers. Ab 2007 wurde der Gedenkort neu gestaltet, da es öffentliche Kritik an dessen Gestaltung durch den Bauträger der Wohnanlage gab. Zudem ist dieser Gedenkort bis heute nicht öffentlich zugänglich, da dies als Auflage im Bebauungsplan versäumt wurde.
Durch einen Zaun getrennt befindet sich direkt neben der alten Gedenkstätte nun eine weitere Gedenkstätte. Diese Gedenkstätte wurde am 8. Mai 2010 im Beisein dreier ehemaliger weiblicher Häftlinge eingeweiht. Kurz vor der Einweihung war die Gedenkstätte mit Hakenkreuzschmierereien geschändet und später auch beschädigt worden. Am 30. Oktober 2010 wurde der neue Gedenkort durch ein von Schülern des Charlotte-Paulsen-Gymnasiums gestaltetes Mahnmal erweitert, das durch eine Jury ausgewählt wurde. Das von den Schülern gestaltete Mahnmal befindet sich im Zentrum der neuen Gedenkstätte und besteht aus zwei ineinander verschlungenen Steinwinkeln, die mit Ketten umfasst sind. Dieses Mahnmal steht im Zentrum von sechs in den Boden eingelassenen Granitwinkeln mit angeschraubten Glastafeln, welche die Namen der Opfer aufführen. Für ihr diesbezügliches Engagement wurden Schüler des Kunstkurses des Charlotte-Paulsen-Gymnasiums am 27. Januar 2011 mit dem Bertini-Preis ausgezeichnet.